# Armindo Monteiro
Armindo Rodrigues de Sttau Monteiro GOC • GCC • GCIC (Vila Velha de Ródão, Vila Velha de Ródão, 16 de Dezembro de 1896 — Loures, Loures, 15 de Outubro de 1955), mais conhecido por Armindo Monteiro, foi um professor universitário, empresário, diplomata e político que exerceu importantes funções durante o regime do Estado Novo, incluindo as de Ministro das Colónias, de Ministro dos Negócios Estrangeiros e de embaixador de Portugal em Londres durante a fase inicial da Segunda Guerra Mundial.

## Biografia
Armindo Monteiro nasceu em Vila Velha de Ródão, a 16 de dezembro de 1896, onde foi batizado a 8 de julho de 1897, filho de Arménio da Costa Monteiro, negociante, natural de Coimbra, e de sua esposa Rosária Rodrigues da Silva Monteiro, natural da freguesia de Fratel, concelho de Vila Velha de Ródão. Naquela vila fez os seus estudos elementares. Concluídos os estudos secundários, formou-se em Direito pela Faculdade de Direito da Universidade de Lisboa, estreando-se cedo nas lides jornalísticas através da colaboração em diversos periódicos. Obteve uma especialização académica em Finanças Públicas, passando a manter, com alguma regularidade, entre 1919 e 1928, uma página financeira no Diário de Notícias. 
Na política militou nas forças partidárias da fase crepuscular da Primeira República Portuguesa. Esteve entre os republicanos conservadores que apoiaram a Revolução Nacional o que conduziu naturalmente a uma colaboração com o governo da Ditadura Nacional como vogal da comissão liquidatária da dívida de guerra portuguesa à Grã-Bretanha. 
A sua colaboração com o governo da ditadura e a fama que granjeara como especialista em Finanças Públicas levou a que Armindo Monteiro tivesse um importante papel na política portuguesa durante a fase de estruturação do Estado Novo, que o tornou nalguns períodos figura central, rivalizando com António de Oliveira Salazar durante a fase mais incipiente da ditadura militar (1928) que resultou do Golpe de 28 de Maio de 1926. A 21 de Dezembro de 1928 foi feito Grande-Oficial da Ordem Militar de Cristo.
Depois de uma aparente tentativa de em 1928 assumir as funções de Ministro das Finanças, entre 1929 e 1943, foi sucessivamente Subsecretário de Estado das Finanças (a convite do então Ministro Oliveira Salazar), Ministro das Colónias (1931-1935), tendo sido elevado a 19 de Novembro de 1931 a Grã-Cruz da Ordem Militar de Nosso Senhor Jesus Cristo e agraciado a 21 de Abril de 1932 com a Grã-Cruz da Ordem do Império Colonial, Ministro dos Negócios Estrangeiros (1935-1936) e embaixador de Portugal em Londres na fase inicial da Segunda Guerra Mundial (1937-1943). Passou assim por algumas das posições governamentais mais sensíveis, já que a questão do equilíbrio das finanças públicas, a questão colonial e a política externa tiveram naquele período uma importância decisiva no processo de consolidação do regime corporativista do que viria a ser o Estado Novo salazarista.

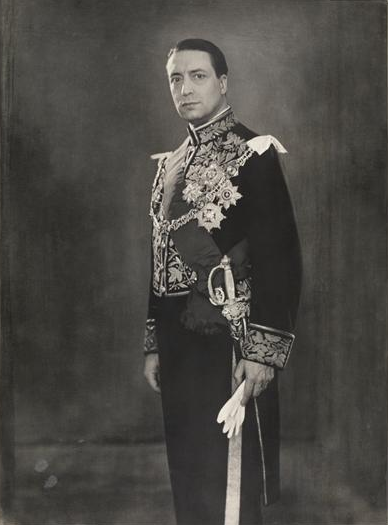
Armindo Monteiro enquanto Embaixador em Londres, retratado por San Payo

Armindo Monteiro era conhecido pelas suas convicções anglófilas e por ser cosmopolita e dinâmico, o que levou a que fosse visto como uma possível alternativa a Salazar no caso da oposição democrática tomar o poder em Portugal. Com o objectivo de o afastar de Lisboa, dadas as divergências entre ambos, António de Oliveira Salazar nomeou-o embaixador de Portugal no Reino Unido.  Aí, durante a fase inicial da Segunda Guerra Mundial, Armindo Monteiro procurou, a partir de Londres, levar Salazar a imprimir uma acção mais pró-Aliada no quadro da neutralidade portuguesa. As suas discordâncias em relação à posição a adoptar por Portugal em face da pretensão britânica de adquirir bases nos Açores (a crise dos Açores) levou a que Salazar optasse pela sua substituição naquele posto diplomático.
Aquela substituição, e o consequente terminar da colaboração directa com o governo de Oliveira Salazar, foi o culminar do progressivo afastamento do pensamento de Armindo Monteiro face a Salazar, bem patente em episódios como o envolvimento na Segunda Guerra Ítalo-Etíope, a adesão de Portugal ao Comité de Não-Intervenção, o debate em torno da revisão dos tratados de Aliança Luso-Britânica e as divergências tácticas com no decurso da Segunda Guerra Mundial, com destaque para a crise dos Açores.
A partir de 1943, e até ao seu falecimento em 1955, Armindo Monteiro retoma as lides universitárias e empresariais, embora mantendo alguma actividade política como membro da Câmara Corporativa e do Conselho de Estado, onde foram relevantes as suas posições nos debates sobre política colonial.
Na vertente empresarial assume papel de grande nos círculos empresariais directamente ligados à exploração do império colonial, particularmente na administração da então Refinaria Colonial (refinação de açúcar), em Alcântara (Lisboa), pertença da Sena Sugar Estates, de Moçambique, empresa a que Armindo Monteiro esteve ligado de 1943 até falecer. 
Armindo Monteiro deixou uma apreciável obra publicada, com relevo para a sua colaboração com o Diário de Notícias, e um acervo de manuais, discursos e ensaios sobre política e administração. Também se encontra colaboração da sua autoria na revista Portugal Colonial  (1931-1937).
Casou em Lisboa, na casa da noiva, área da 5.ª Conservatória do Registo Civil, a 23 de março de 1925, com Lúcia Cancela Infante de La Cerda (Neves (São Tomé e Príncipe), 2 de Agosto de 1903 - Lisboa, 8 de Junho de 1980), sobrinha-bisneta do 1.º Barão de Sabroso e do 2.º Barão de Sabroso, filha de Camilo de Magalhães Coutinho Infante de La Cerda, natural da freguesia de Cadima, concelho de Cantanhede, e de Laura Cancela Infante de La Cerda, natural da freguesia dos Arcos, concelho de Anadia. Foram pais de Luís de Sttau Monteiro, intelectual, escritor e destacado membro da oposição democrática ao regime do Estado Novo.
Morreu a 15 de outubro de 1955, na freguesia e concelho de Loures.